# ナンシー・マイヤー
ナンシー・マイヤー（Nancy Myer, 1945年 - ）は、アメリカのニューヨーク市出身の人物で、超能力者を自称する女性。アメリカの超能力者ジョゼフ・マクモニーグル同様にその能力で未解決事件の捜査に協力しているとされ、優れた透視により誰にも知らないはずの犯人の似顔絵を描くことから「マダム・モンタージュ」の名で呼ばれるという。

## 日本での活動
日本で2002年（平成14年）3月2日に放送された日本テレビの特別番組『FBI超能力捜査官』の第1回に登場。当時の触れ込みでは30年以上のキャリアを持ち、手がけた事件は770件以上とのことであった。同番組内では、当時未解決であった武富士弘前支店強盗殺人・放火事件の犯人の似顔絵を描きあげ、放送の翌々日に逮捕された犯人がその似顔絵に酷似していたことから、視聴者たちを驚かせる結果となった。同番組第2回（同年9月7日）で犯人の顔写真が公開され、マイヤーはその犯人こそが自分の透視した人物だと叫び、番組内では彼女の透視の的確さが力説された。
しかし実際には第1回収録以前に、警察により犯人のモンタージュ写真がコンピュータグラフィックス (CG) で既に作成されており、マイヤーによる似顔絵はこのCGに酷似しており、CGをもとに描いたようにも見えるものであった。さらに武富士ではこの似顔絵入りのポケットティッシュを全国で3億個以上も配布しており、マイヤーはこのCGの存在を知っていて当然との見方もある。また最終的に逮捕された犯人は、番組内ではマイヤーによる似顔絵に生き写しのように述べられていたが、実際には「似ていると言えば似ている」程度だったとの指摘もある。
番組放映のわずか2日後に犯人が逮捕されたため、マイヤーの透視を機に捜査が急展開したかのように見えるが、実際には警察では番組収録前にその犯人を特定しており、検挙や公判などでの諸々の理由から逮捕に対して慎重な体制を敷いていたにすぎず、逮捕が番組放映2日後であったのは単なる偶然と指摘されている。
そのほか第1回放映時は、マイヤーは犯人の似顔絵のみならず、犯人の素性、犯行の動機、犯行内容、犯行後の動向を語っていたが、それらはほぼすべてが間違っていた。しかし第2回の放映時はそれらは伏せられ、ナンシーの似顔絵の出来栄えだけが大々的に取り上げられていた。
以上のことから科学的懐疑主義者たちは、マイヤーの透視は本事件の解決には役に立たなかったと見ているが、その後もマイヤーの出演する番組では本事件の透視を宣伝し、見事に事件解決へと導いたかのような放送が行われたのが実情である。